# Кліф Могер

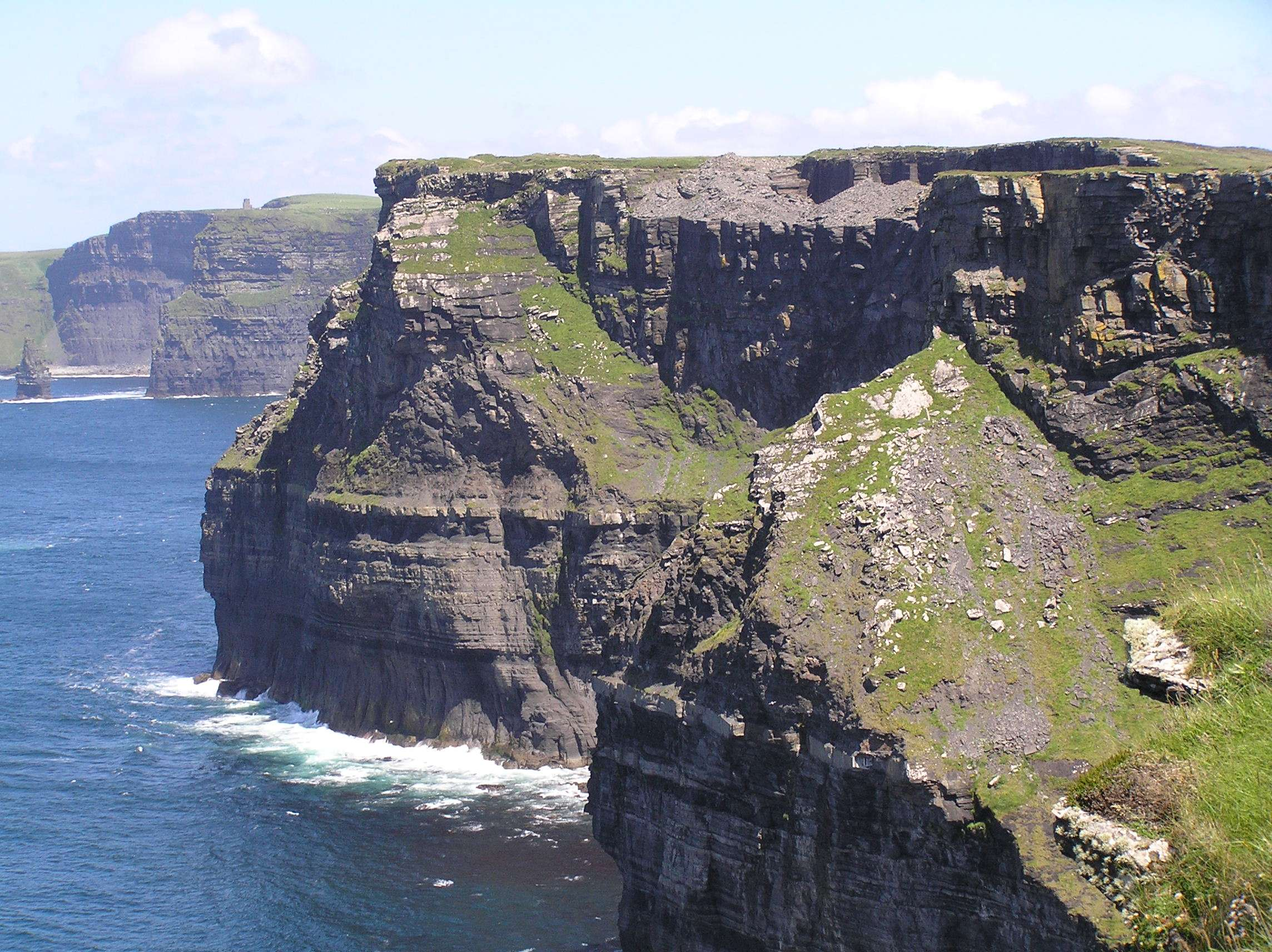
Скелі Могер.

Кліф Могер (ірл. Aillte an Mhothair, англ. Cliffs of Moher) — кліф в Ірландії. Розташовані на західному (атлантичному) узбережжі поблизу сіл Лісканор і Дулін у графстві Клер. Максимальна висота сягає 214 метрів над рівнем моря — район башти О'Браєна. Середня 120 м. Протяжність 8 км. Ясною погодою з цих берегових скель відкривається вид на Атлантичний океан, а також на далеку затоку Гелоуей (англ. Galway bay) і Аранські острови. У складі переважає вапняк, пісковик. Одне з визначних туристичних місць Ірландії.
На скелях гніздяться 29 видів птахів, загальною чисельністю до 30 тисяч особин.

## Галерея

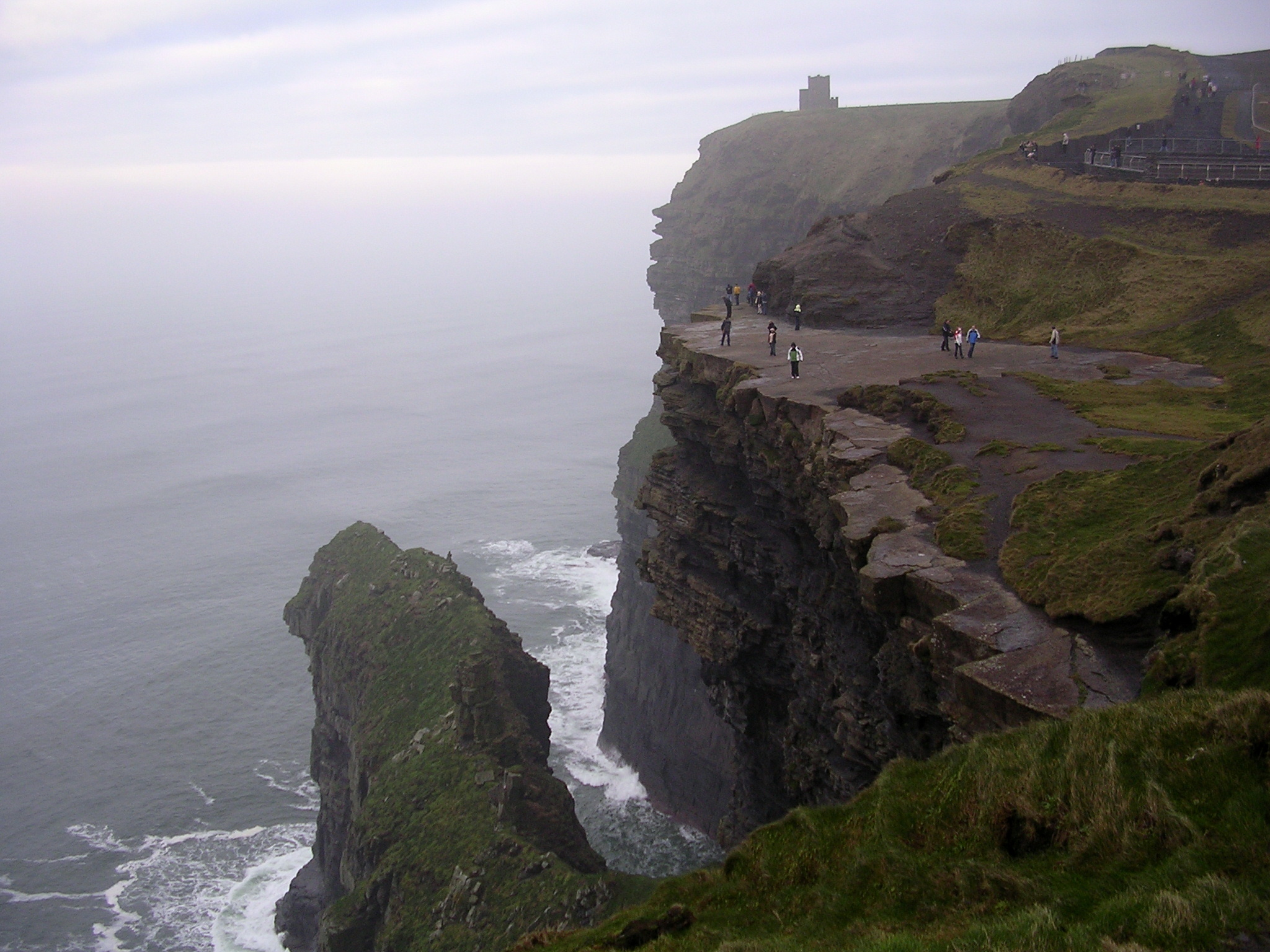
Кліф Могер
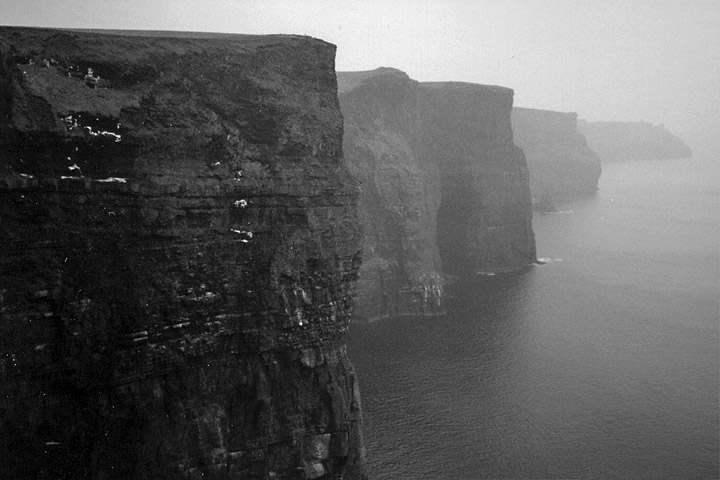
Скелі Могера на південь
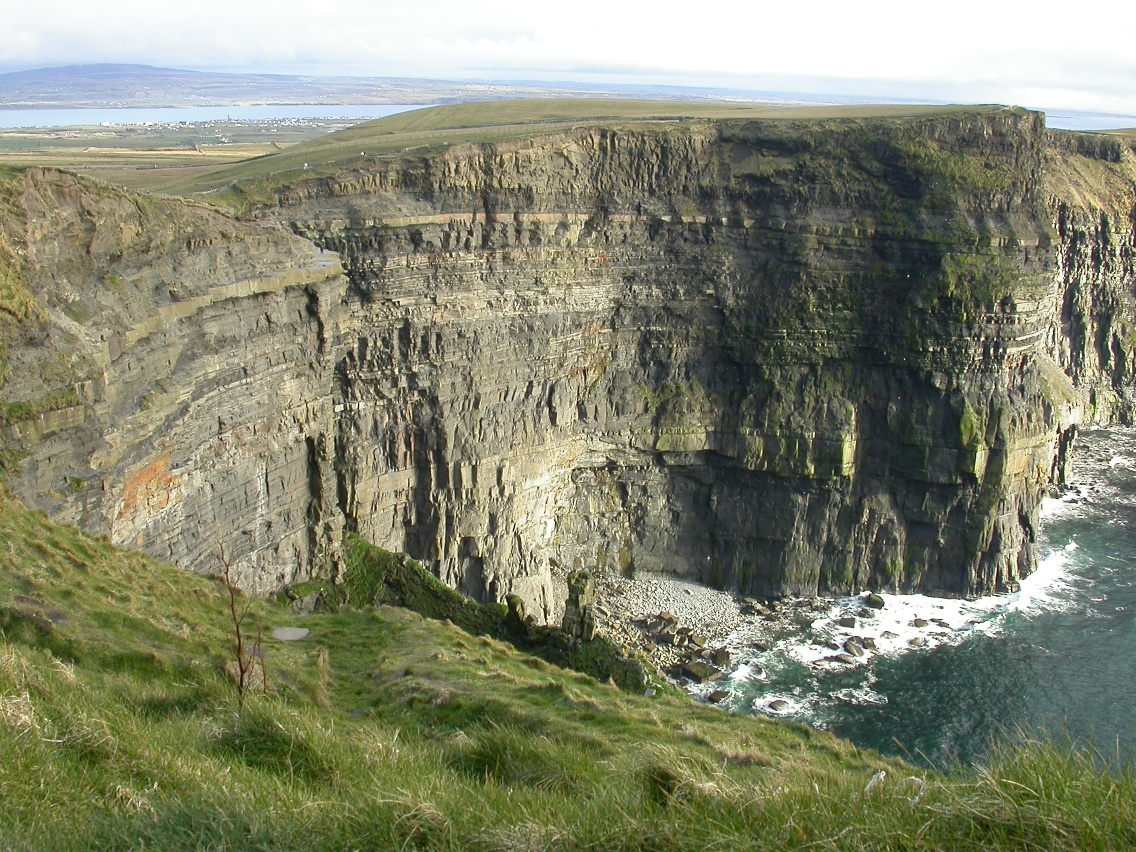
Східна частина
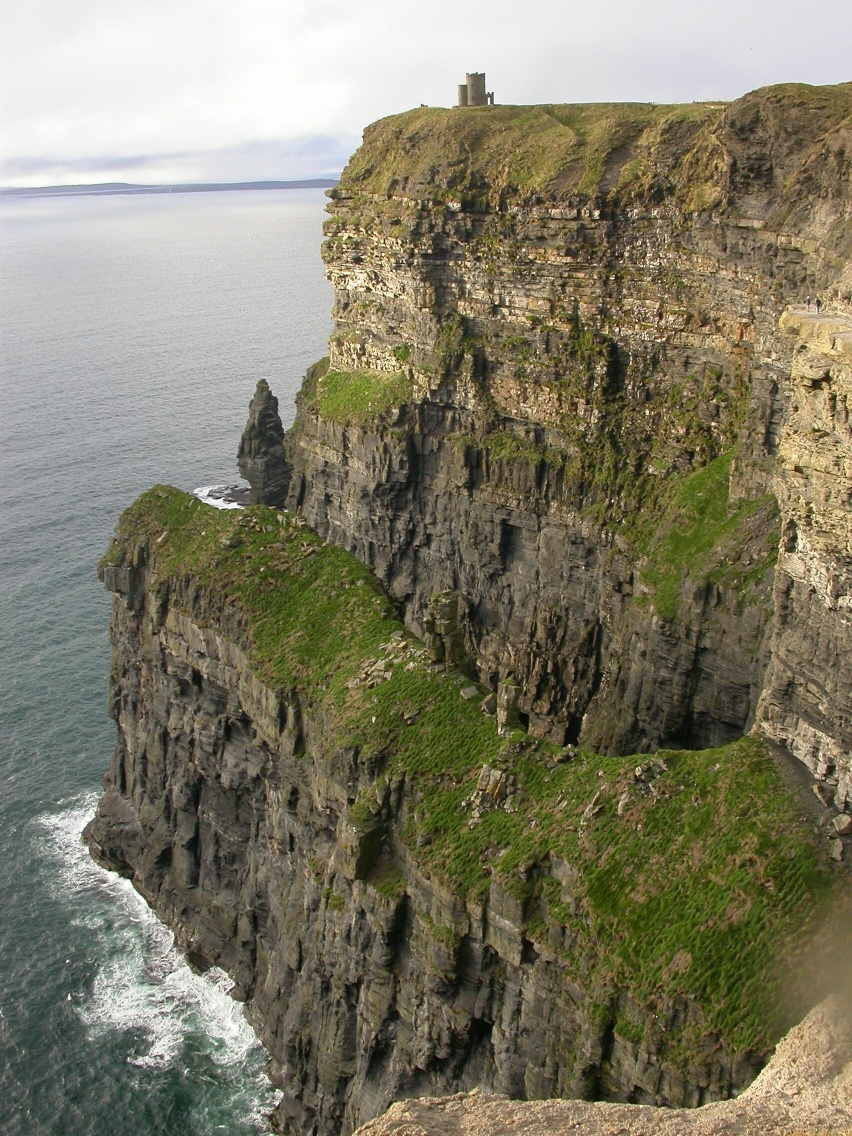
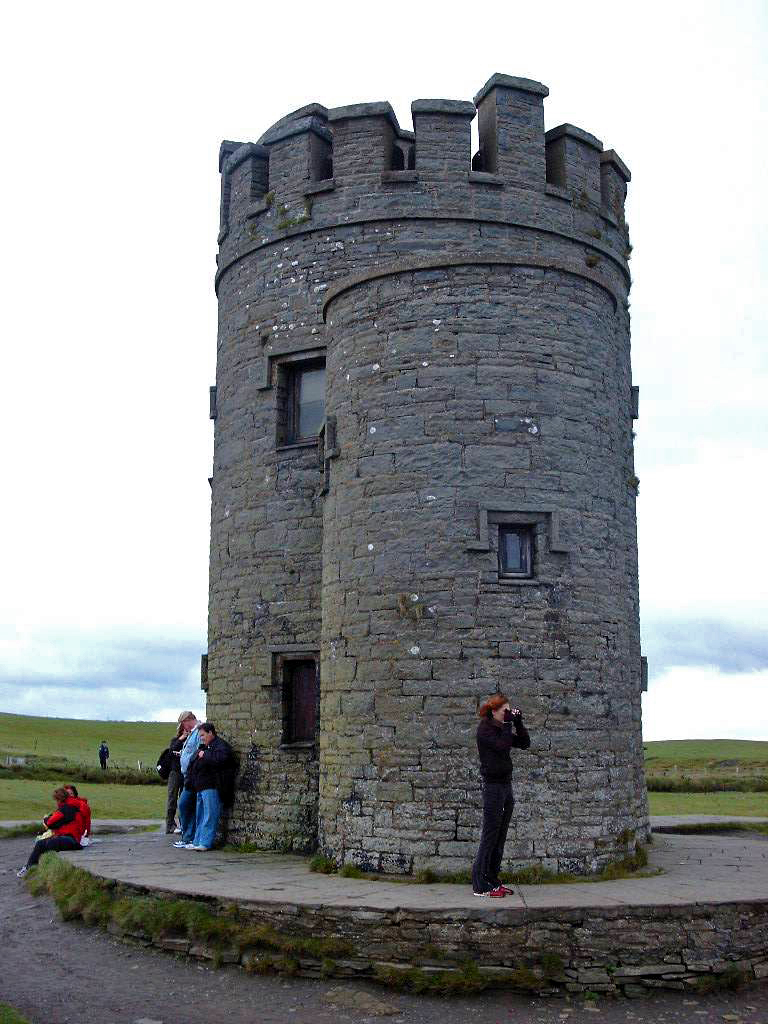
Кам'яна вежа О'Браєна Дунагорського замку (англ. Doonagore Castle)
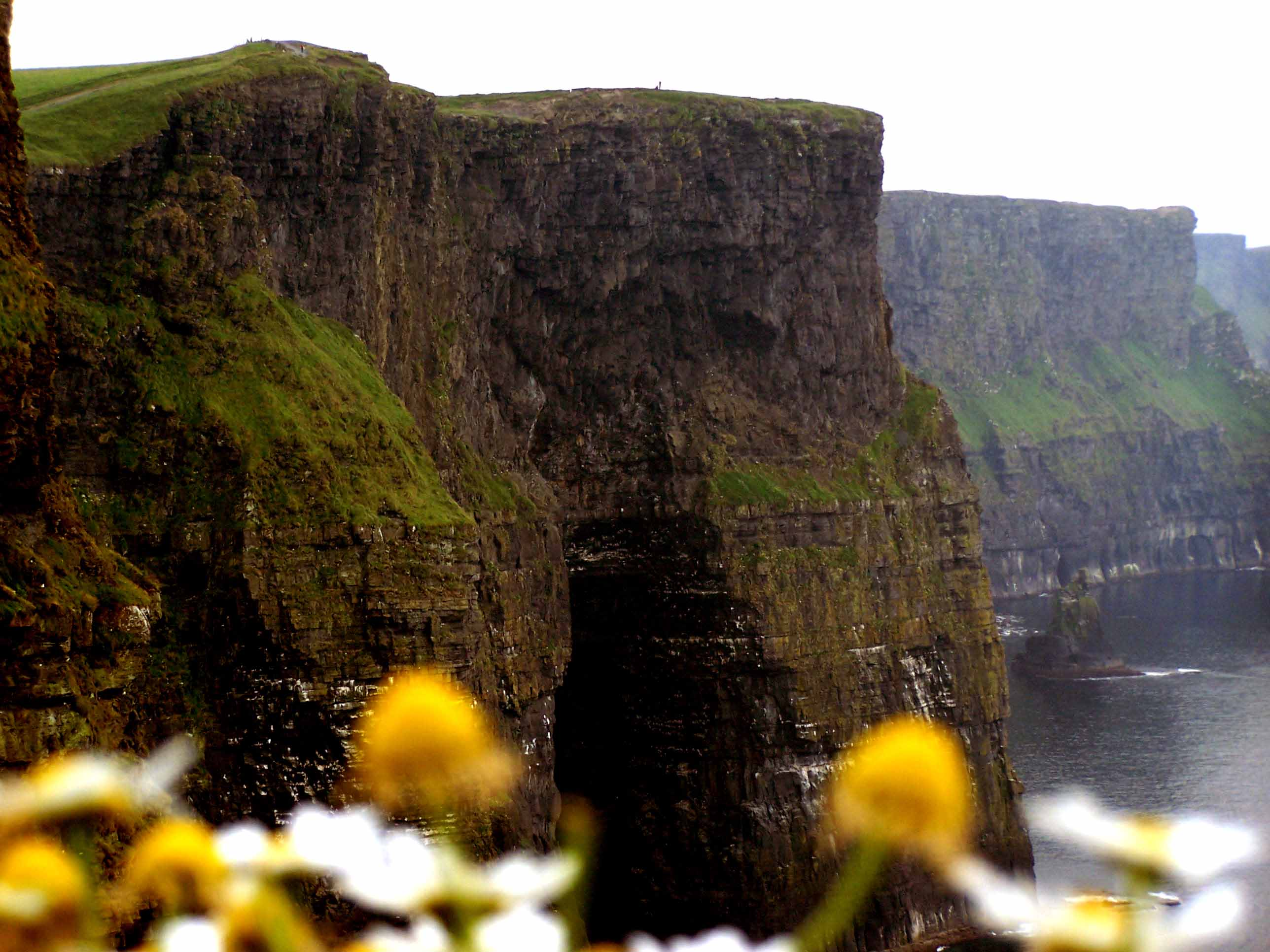
Скелі Могер
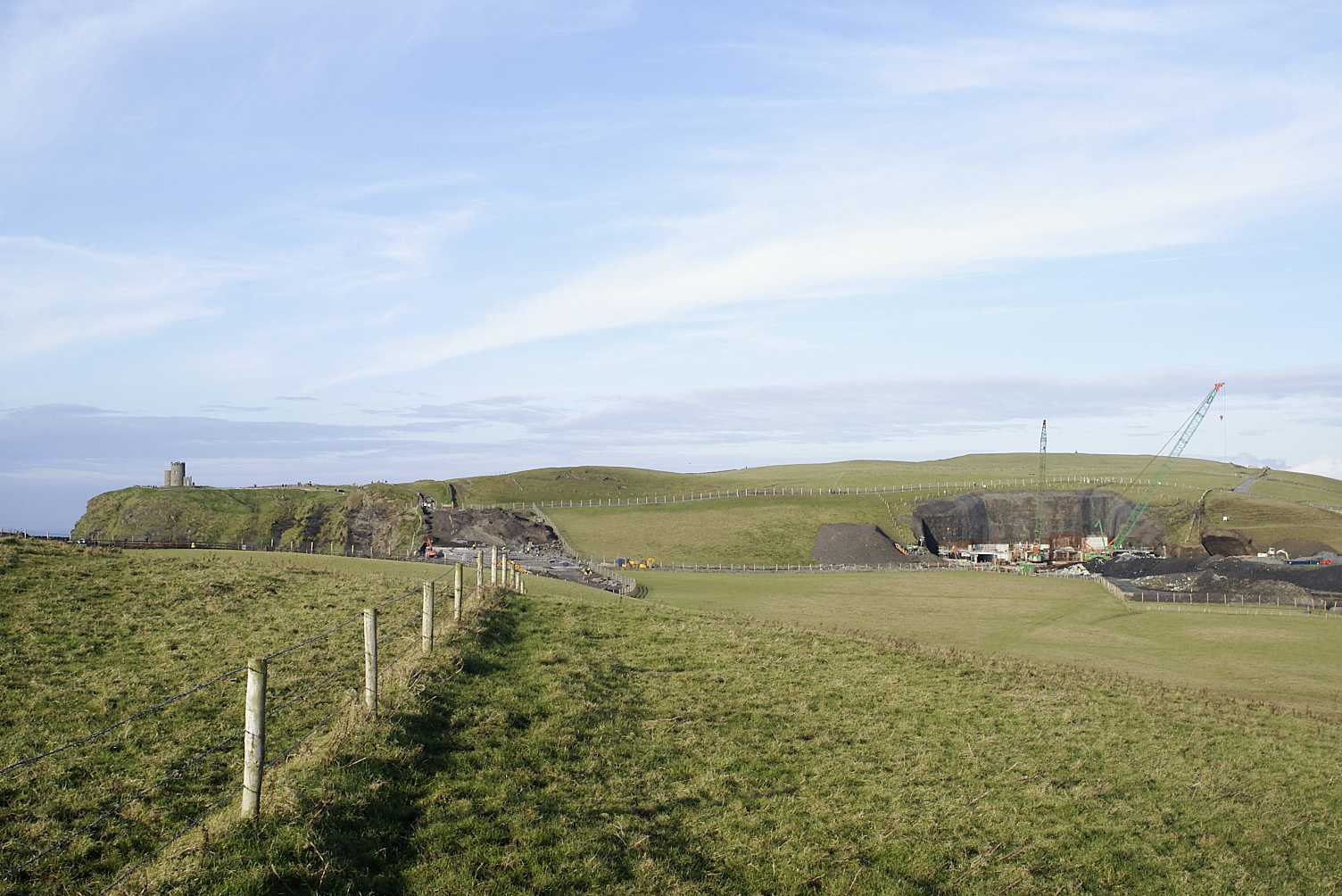